# Violencia Vicaria

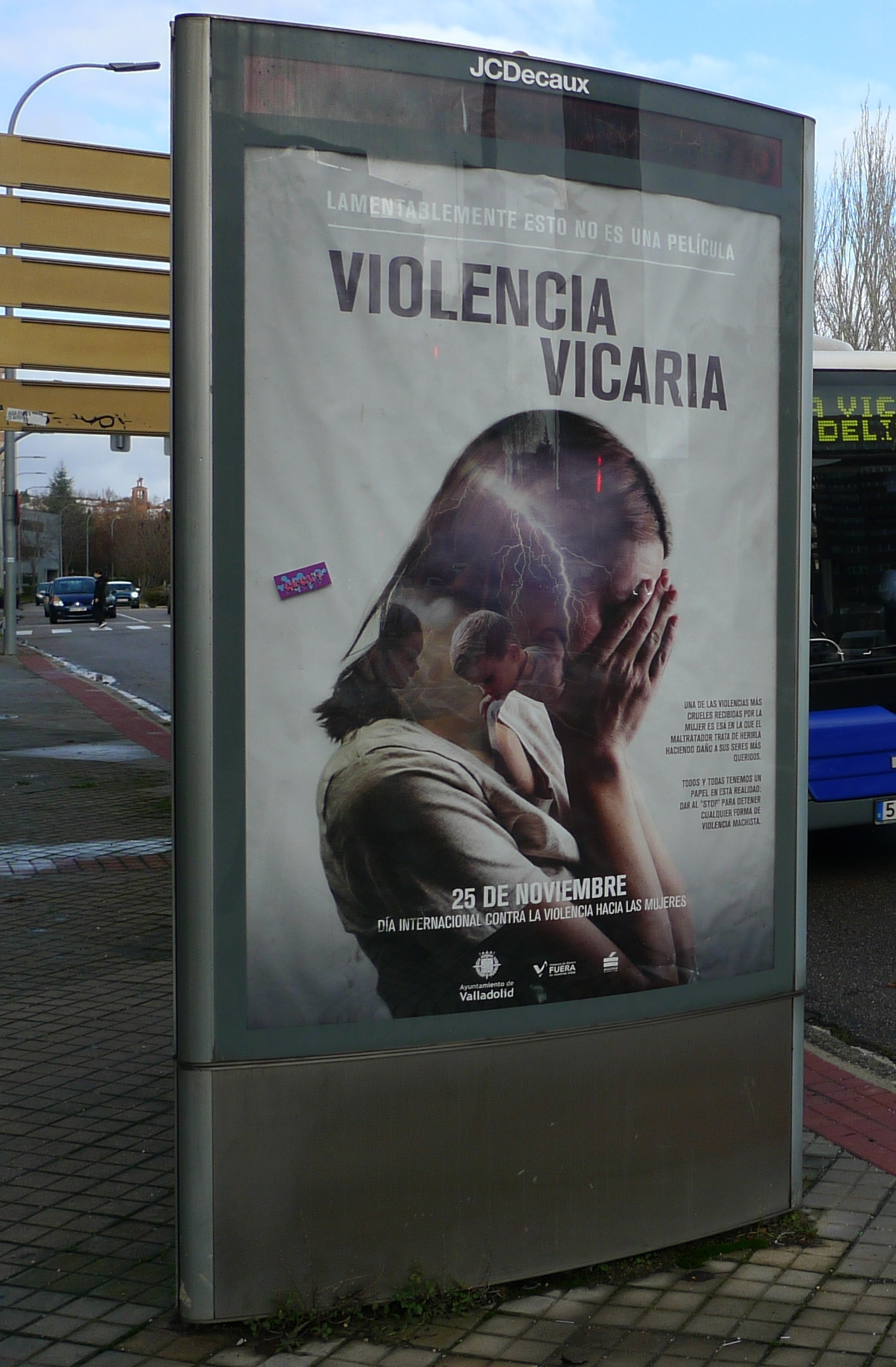
Information der Stadtverwaltung von Valladolid, Spanien, gegen Violencia Vicaria zum Internationalen Tag zur Beseitigung von Gewalt gegen Frauen

Violencia Vicaria (aus dem Spanischen, deutsch etwa: Stellvertretende Gewalt, von violencia (Gewalt) und vicario/a (stellvertretend)) wird im Kontext der geschlechtsspezifischen Gewalt gegen Frauen verwendet, um eine Form der Gewalt zu bezeichnen, bei der ein Mann ein Kind einer Mutter angreift, um ihr Schmerz und größtmöglichen Schaden zuzufügen. 

## Definition
Im Fall der stellvertretenden Gewalt wird die Frau Opfer von geschlechtsspezifischer Gewalt, weil vor allem ihre Kinder Gewalttaten ausgesetzt sind, die eigentlich die Mutter treffen sollen. Dieses ist eine der schlimmsten Formen der Gewalt gegen Frauen. Kinder werden dabei missbraucht durch Männer, um ihre Mütter zu verletzen.
Zum Schutz der Frauen und Kinder vor stellvertretender Gewalt haben erste Länder Gesetze erlassen. So kann Eltern in Katalonien mit „stichhaltigen Beweisen“ für familiäre oder sexistische Gewalttaten verboten werden, sich bei ihren Kindern aufzuhalten, sie zu besuchen und mit ihnen zu kommunizieren.
In Spanien wurden, um der Mutter zu schaden, zwischen 2012 und 2022 fast 50 Minderjährige durch stellvertretende Gewalt getötet.
Die Istanbul-Konvention stellt dazu im Artikel 31, Satz 2 dar, dass die Ausübung des Besuchs- oder Sorgerechts nicht die Rechte und die Sicherheit des Opfers oder der Kinder gefährden darf.

## Ursprung des Begriffs
Der spanische Begriff Violencia Vicaria wurde von der argentinischen klinischen Psychologin Sonia Vaccaro geprägt, die seit 2012 diese Form der Gewalt untersucht.